# Larkspur (Colorado)
Larkspur város az USA Colorado államában, Douglas megyében. Lakosainak száma 206 fő (2020. április 1.).

## Népesség
A település népességének változása:

| 2010 | 183 |
| 2020 | 206 |